# Ranunculus hyperboreus
Ranunculus hyperboreus là một loài thực vật có hoa trong họ Mao lương. Loài này được Rottb. miêu tả khoa học đầu tiên năm 1770.

## Hình ảnh

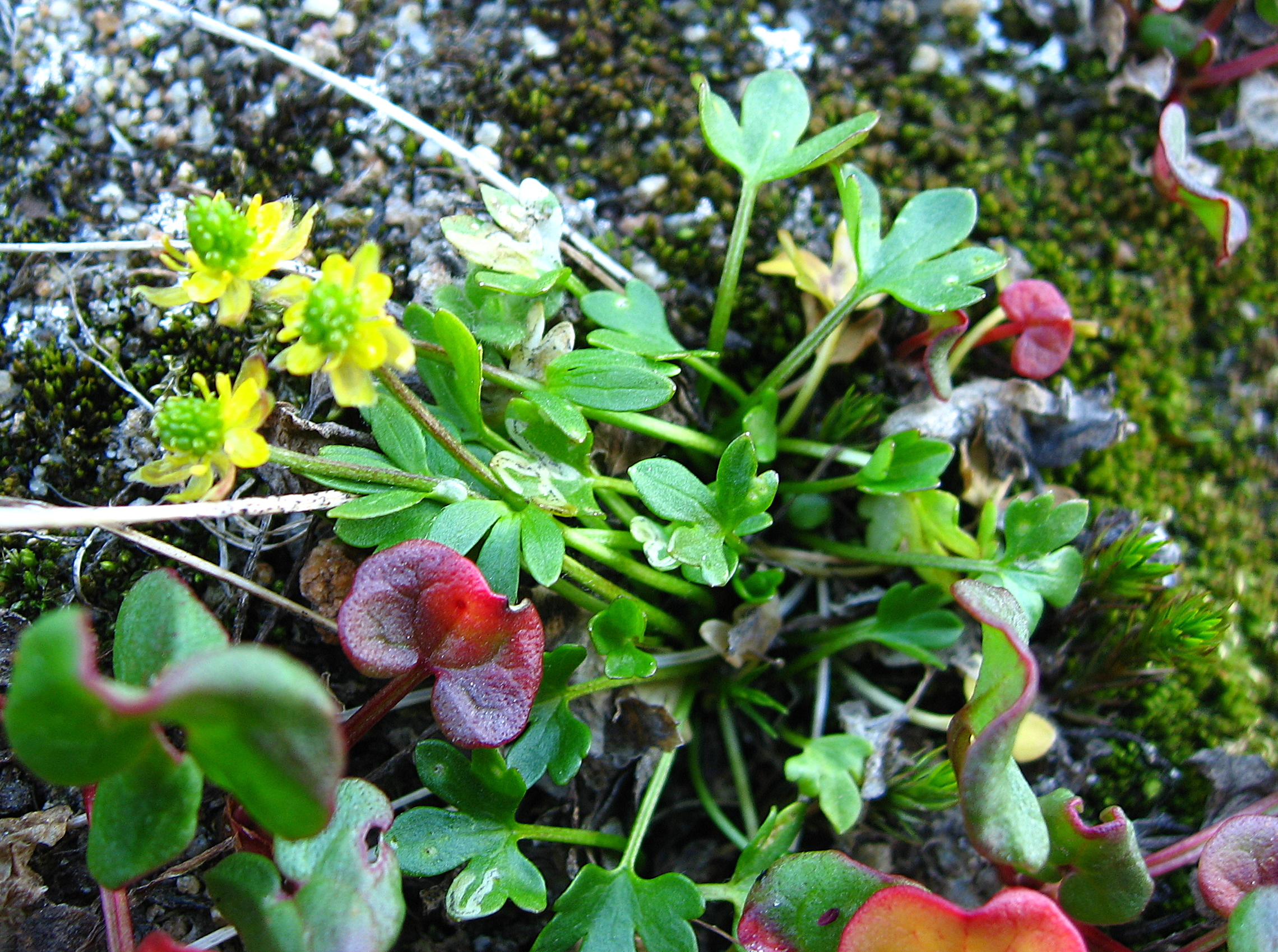
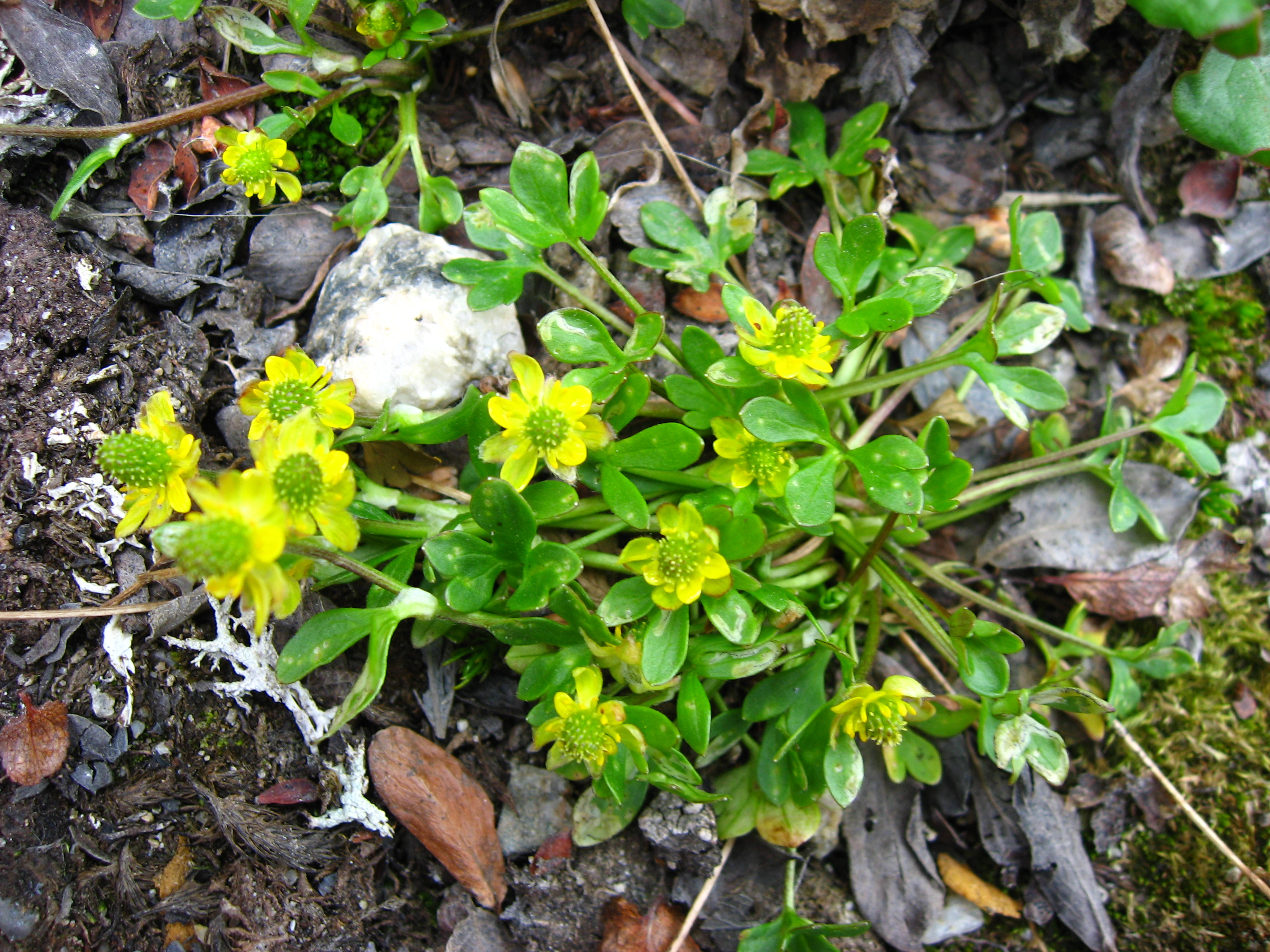